# عقد (عمارة)
العقد هو عنصر معماري ناتج من الاستخدام الإنشائي للخصائص الطبيعية للمواد اعتمادالجاذبية الطبيعية، حيث يعتمد على انتقال الحمل الطبيعي من النقطة الأعلى إلى النقطة الأسفل وهكذا حتى تصل إلى مستوى الأرض.
وباستخدام العقد بصورة متكررة بجوار بعضه البعض يتكون القبو والذي يمكن استخدامه بأكثر من علاقة هندسية (مربعة / مسدسة / مثمنة.... وهكذا لعمل أشكال مختلفة للأسقف باستخدام الأقبية المتقاطعة.
وقد استخدم العقد والقبو كنظام إنشائي ومن ثم معماري في البلاد التي تفتقر إلى مواد البناء الأخرى كالأخشاب والأعشاب، أو تلك التي افتقرت إلى الأخشاب إما نتيجة لقطع الغابات على مر الزمن أو تلك التي قلت فيها الغابات نتيجة للتغير المناخي على مر التاريخ.
وقد استخدم بكثرة في العمارة الساسانية ومنها انتشر إلى البلاد الإسلامية الأخرى
كما استخدم العقد في بناء القبوات في الحضارة المصرية القديمة كما هو في معبد الرمسيوم
ومع دخول البلاد ذات الحضارات القديمة في الإسلام انتشر استخدام العقد والقبو في عمارة تلك البلاد كنتيجة طبيعية للتأثير الحضاري والثقافي لأبناء هذه البلاد إضافة إلى التأثير الطبيعي الناتج عن انتشار الحجر الطبيعي سهل التقطيع كالحجر الرملي والحجر الجيري ونقص الأخشاب.

## أنواع العقود
- العقد المدبب
- عقد حدوة الفرس
- العقد الدائري
- العقد المفصص
- العقد المدايني

## العقود فيالهندسة الوصفية
أربعة أنواع شائعة من الاقبية (أو العقود)
1. العقد الأسطواني، مقطعه العرضي نصف دائرة.
2. العقد المتصالب، يتكون من اثنين من الاقبية الاسطوانية. يتم دعم القبو المتصالب عن طريق سلسلة من اقواس قطرية المائلة المقوسة التي تقسم سطح العقد إلى ألواح.
3. العقد المروحي من أقسام مقعرة ذات أضلاع تمتد مثل المروحة.[4]

ينتج القبو المتصالب من تقاطع اثنين من الاسطح المخروطية (بما في ذلك الاسطوانة كحالة خاصة للمخروط) بشرط ان يكونا متساويين ومحاورهما متحدة المستوى. بشكل عام، خط التقاطع بين اثنين من الاسطح المخروطية يكون منحنى ثلاثي الابعاد، لأن يشارك انحناءات السطحين؛ لكن في بعض الأحيان يكون مستويا، وهذا يحدث، في حالة وجود مستويين متماسين لهما.

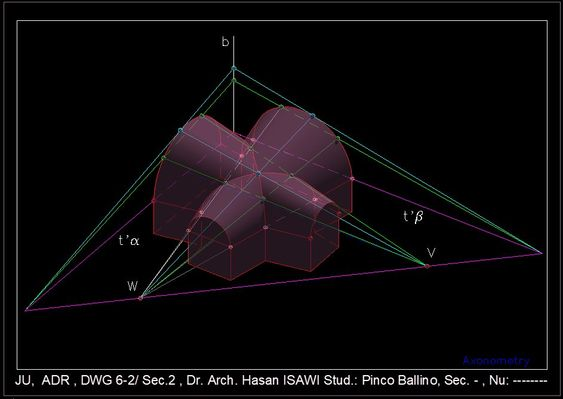
قبو مخروطي متصالب.

ويمكن ان ينتج القبو المتصالب من تقاطع أسطوانتين مدببتين. ويتمثل الاختلاف الرئيسي بين القبو الأسطواني المدبب والقبو الأسطواني غير المدبب في أن الأول ينقل الحمل بشكل مباشر عبر القوس إلى الأعمدة. لهذا السبب حظي ذلك الوقت بمزيد من الاهتمام خلال الفترة القوطية. فالنقل الأفضل للحمل يؤدي إلى تصغير الدعامات. وزيادة عدد النوافذ أو كبرها. وبالتالي المزيد من الضوء الطبيعي.

## معرض صور

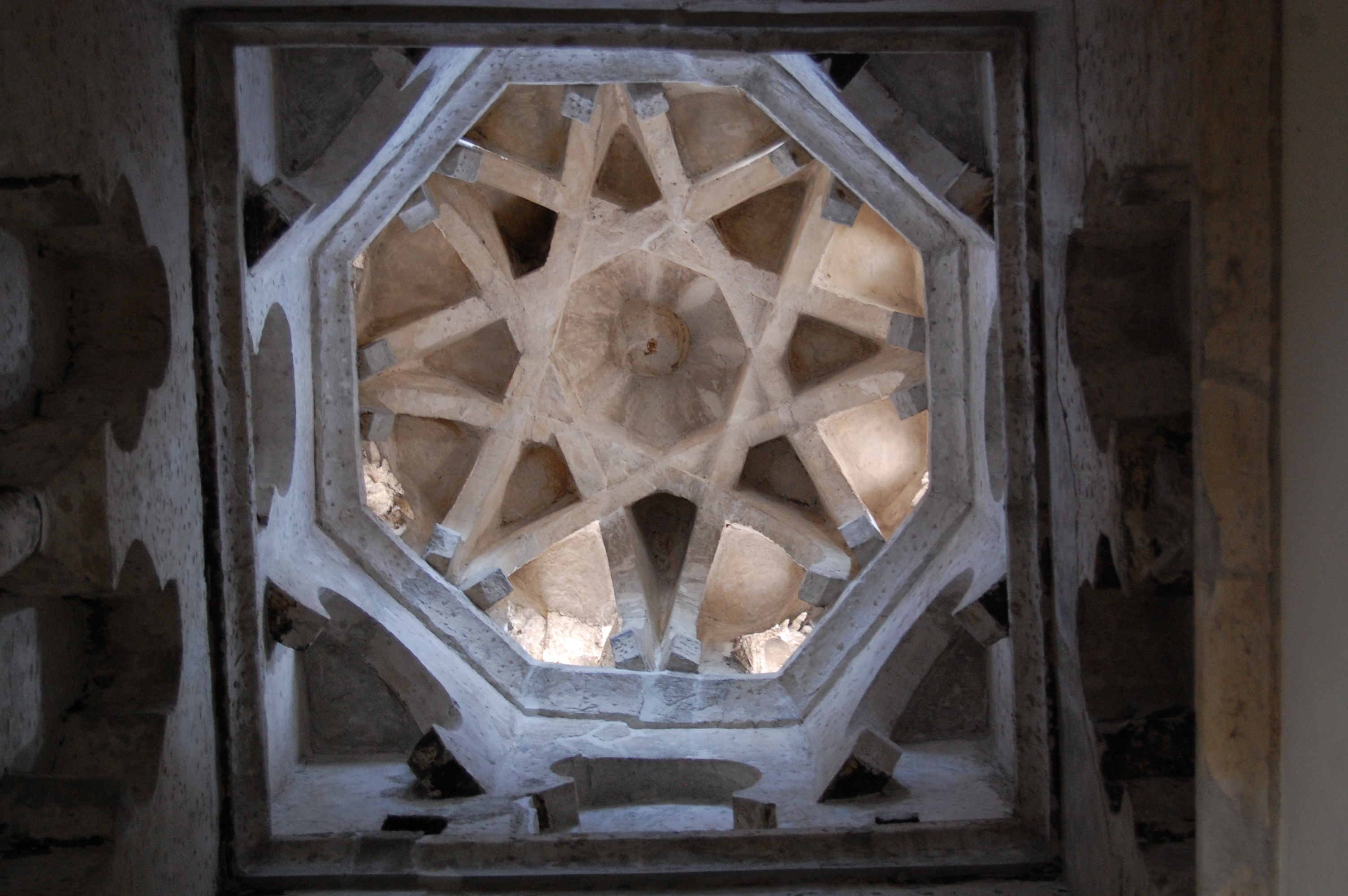
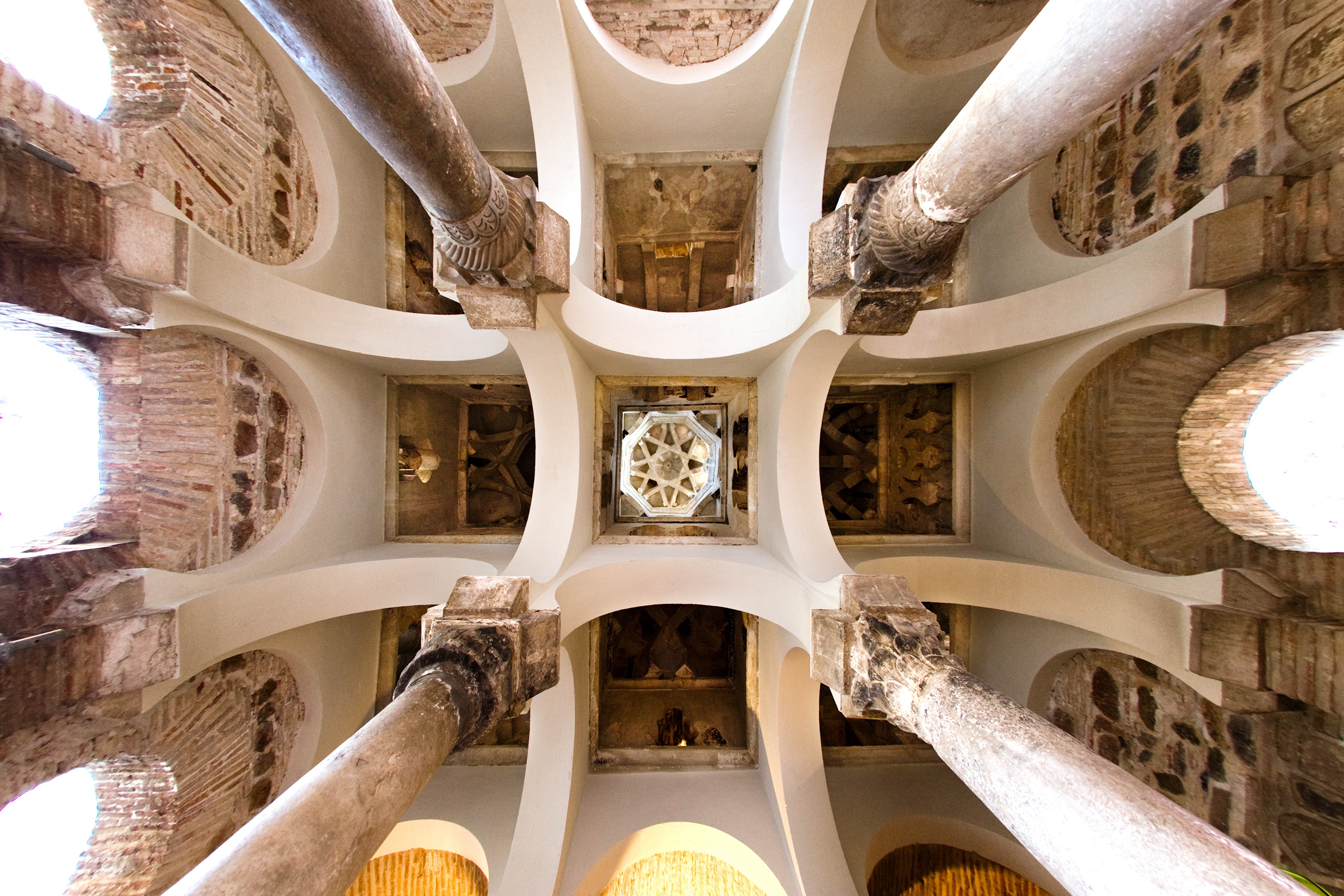
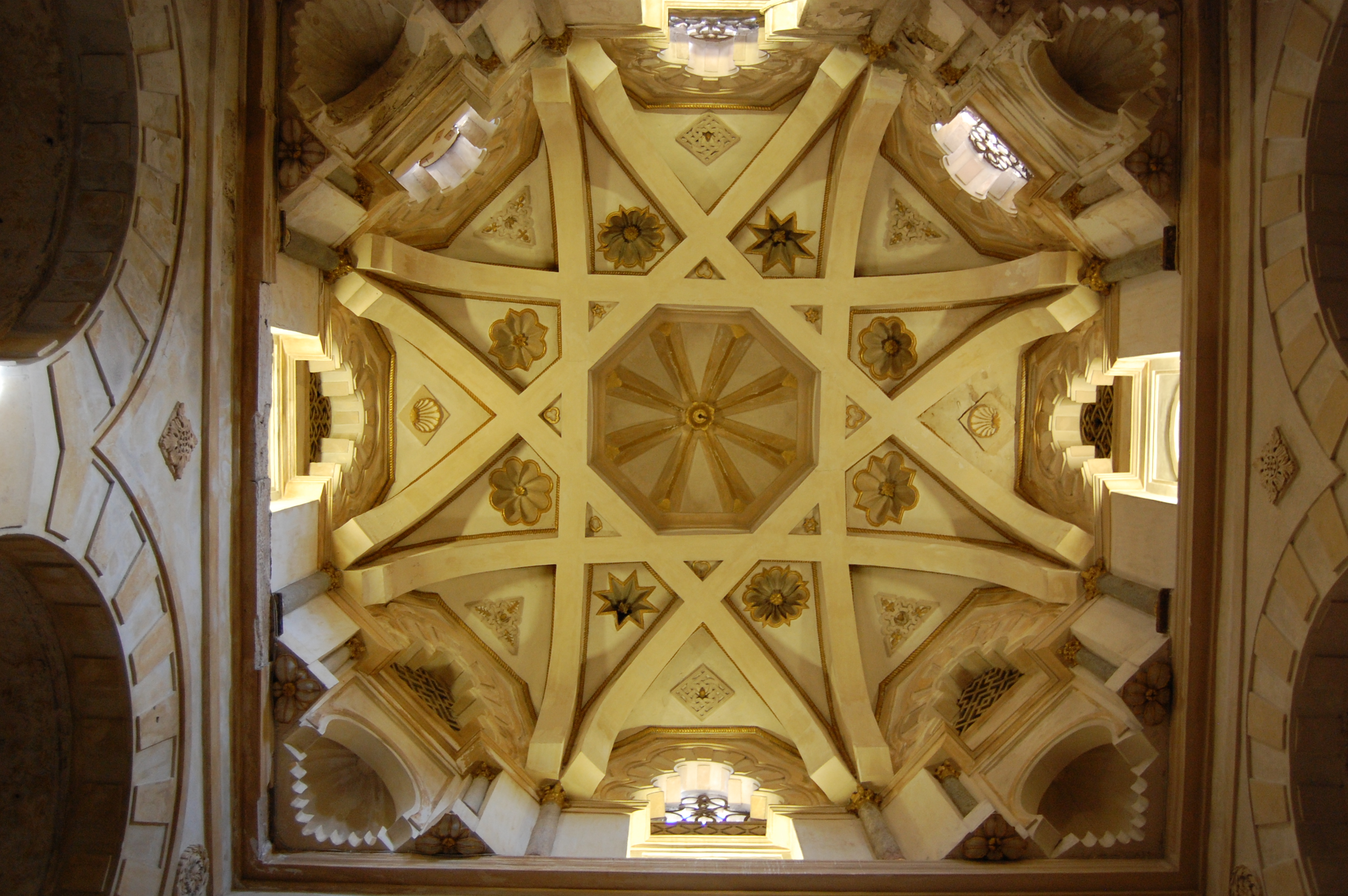
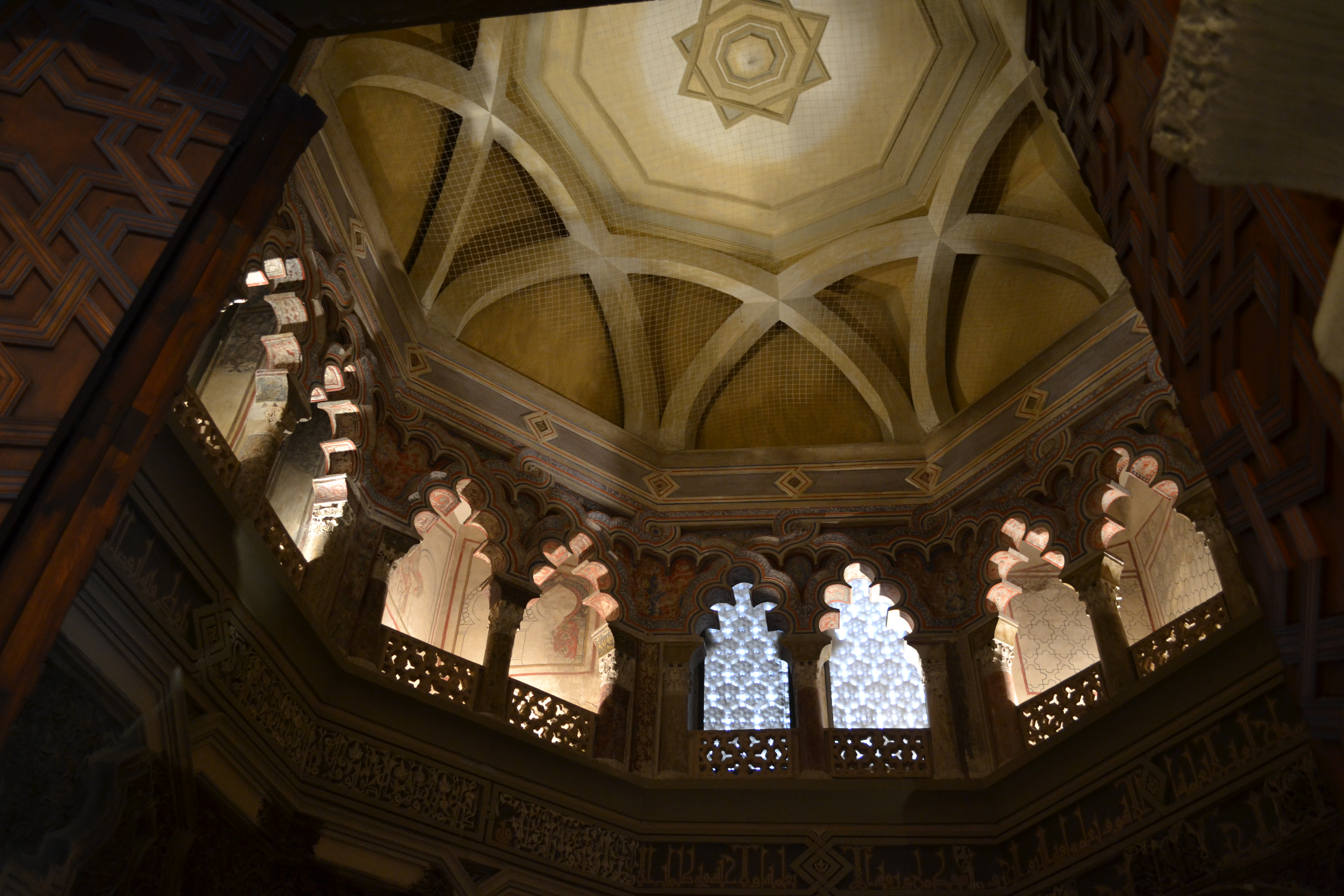